# Torgon
Torgon (umgangssprachlich Balcon du Chablais) ist ein Ferienort der Gemeinde Vionnaz (Bezirk Monthey) im französischsprachigen Teil des Kantons Wallis in der Schweiz. Bekannt ist Torgon vor allem als Skistation des Skigebiets Portes du Soleil, des grössten Skigebiets Europas, und für das jährlich stattfindende Mountainbikerennen Torgonabike. Torgon ist ausserdem offizieller Trainingsort des Centre Mondial du Cyclisme, das zur Union Cycliste Internationale gehört. Zudem wird in Torgon die Bekleidung der Skischullehrer der gesamten Schweiz hergestellt.
Torgon ist über eine Drittklass-Strasse von Vionnaz aus erreichbar. Das Postauto fährt die Strecke Aigle–Torgon (Stand: 2013) werktags fünfmal und an Wochenenden und Feiertagen viermal pro Tag.

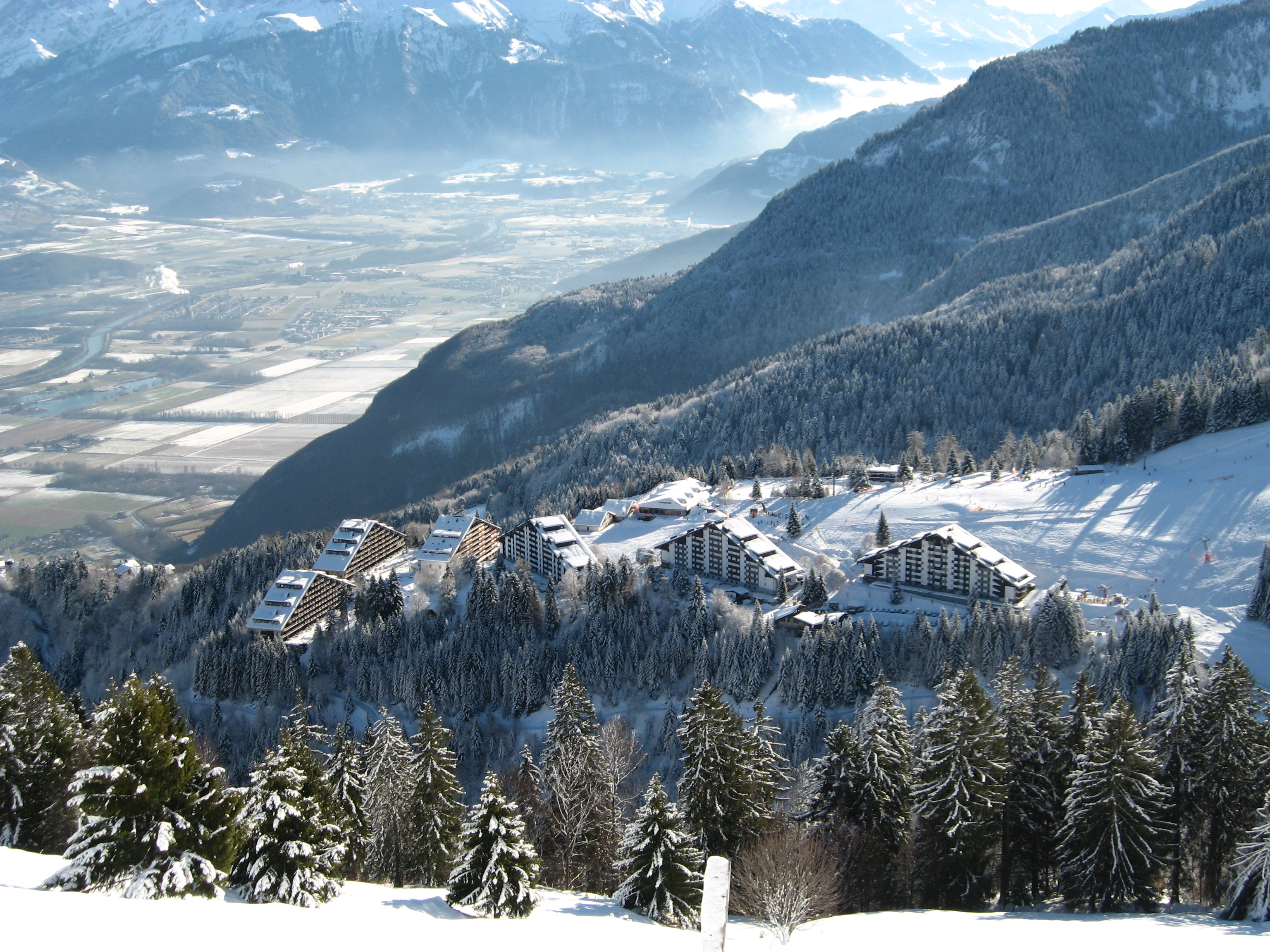
La Jorette

## Geographie
Der Dorfkern von Torgon (Torgon village) befindet sich auf 1085 m ü. M. Des Weiteren ist Torgon in folgende Ortsteile untergliedert:
RevereulazRevereulaz befindet sich auf 989 m ü. M. und liegt streckenmässig ca. zwei Kilometer von Torgon village entfernt. In Revereulaz befindet sich eine Kirche, die einzige von Torgon.
Plan de CroixPlan de Croix liegt auf 1420 m ü. M. Von hier aus kann das Skigebiet Portes du Soleil über drei Skilifte erreicht werden.
La CheurgneDie ausschliesslich aus Chalets bestehende Siedlung La Cheurgne befindet sich zwischen Torgon Village und Plan de Croix und befindet sich auf 1126 m ü. M.
La JoretteLa Jorette liegt auf 1150 m ü. M. und besteht hauptsächlich aus sieben grossen Chalet-ähnlichen Häusern mit mehreren Dutzend Wohnungen. La Jorette ist durch zwei Sessellifte und Pisten mit Plan de Croix und somit dem Skigebiet Portes du Soleil verbunden.

## Persönlichkeiten
- Françoise Vannay-Bressoud (1945–1998), Politikerin (SP), Lehrerin und Feministin